# Esmeralda (1895)
Esmeralda byl pancéřový křižník postavený v britských loděnicích pro chilské námořnictvo. Křižník byl prototypem pro úspěšné křižníky označované jako typ Elswick. Ve službě byl v letech 1896–1929.

## Stavba

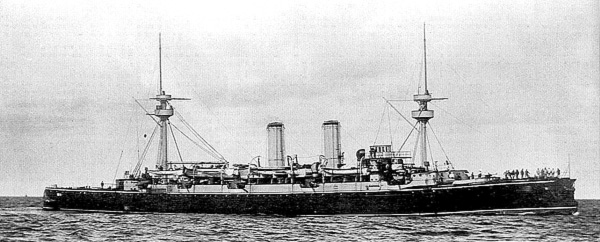
Esmeralda

Křižník navrhl britský konstruktér Philip Watts. Stavbu zajistila loděnice Armstrong Whitworth v Elswicku. Stavba byla zahájena v červenci 1893, v dubnu 1894 byl spuštěn na vodu a 4. září 1896 byl přijat do služby.

## Konstrukce

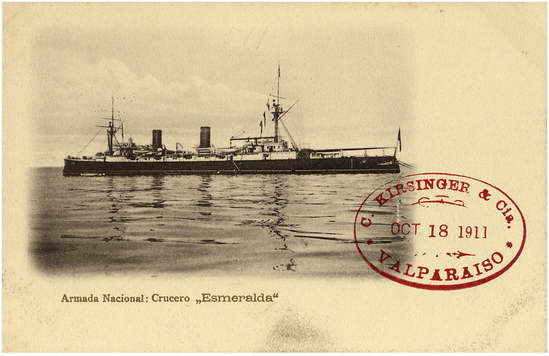
Esmeralda

Hlavní výzbroj tvořily dva 203mm kanóny v jednodělových věžích na přídi a na zádi. Sekundární výzbroj představovalo šestnáct 152mm kanónů, osm 76mm kanónů a tři 450mm torpédomety. Pro pancéřování byla využita harveyovaná ocel. Pohonný systém tvořilo 12 kotlů a dva parní stroje s trojnásobnou expanzí o výkonu 16 000 hp, pohánějící dva lodní šrouby. Nejvyšší rychlost dosahovala 22,2 uzlu. Dosah byl 5500 námořních mil při rychlosti 10 uzlů.